# 페퍼민트
페퍼민트(영어: peppermint)는 박하속(민트)에 속하는 워터민트(watermint)와 스피어민트(spearmint)의 교잡종이다. 유럽이 원산지이나 오늘날에는 전 세계에서 재배되고 있다. 간혹 자연적인 교잡에 의해 야생 페퍼민트가 자라기도 한다.

## 특징

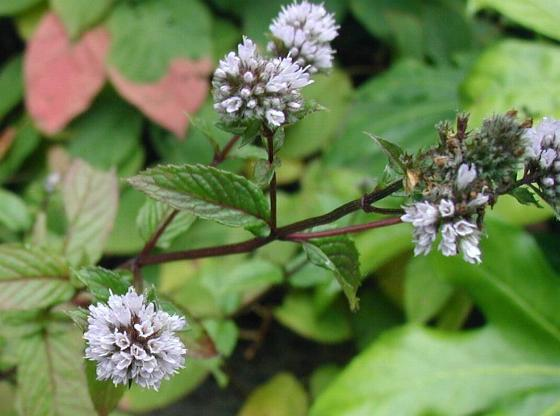
페퍼민트의 잎과 꽃의 모습.

린네는 페퍼민트를 하나의 종으로 보았다. 그러나 오늘날에는 페퍼민트가 교잡종이라는 점이 널리 알려져 있다.
페퍼민트는 대표적인 허브 식물의 하나로 뿌리줄기를 가진 여러해살이 식물이다. 30 ~ 90 cm까지 자라며 줄기의 단면은 정방형이고 부드럽다. 섬유질이 많은 다육질의 줄기뿌리가 넓게 퍼진다. 잎은 4 ~ 9cm의 길이에 1.5 ~ 4cm의 폭으로 타원형이고 짙은 녹색을 띤다. 잎 가장자리는 톱니모양이다. 잎과 줄기의 표면에는 잔털이 듬성듬성 달려있다. 꽃은 보라색으로 6 ~ 8 mm 길이의 꽃이 한여름에서 늦여름까지 뭉쳐 난다.

## 식생
페퍼민트는 습기있는 땅에서 자란다. 보통 물가나 도랑에서 잘 자란다. 교잡종인 페퍼민트는 씨가 생기지 않으며 뿌리 나누기와 같은 무성생식으로 번식한다.

## 이용
페퍼민트에는 다량의 멘톨이 함유되어 있어 특유의 향을 낸다. 페퍼민트의 향은 차, 아이스크림, 과자, 껌, 치약, 담배 등에 이용된다. 박하에서 얻은 기름에는 멘톨과 멘틸 에스테르가 함유되어 있어 이를 이용하여 샴푸와 비누 등에 사용한다. 이 외에도 건강에 유효한 성분으로 망가니즈, 비타민 C, 비타민 A, 플라보노이드의 일종인 헤스페리딘 등이 함유되어 있다.
2007년 이탈리아 연구진은 페퍼민트가 과민성 장증후군에 효능이 있다는 연구결과를 발표하였다.
향초계 향신료로서 사용하는 박하는 양박하와 녹양박하 2종이 있다. 산뜻하고 투명한 듯한 청량감이 있는 풍미가 특징이며 이것은 주성분인 멘톨에서 연유한다. 녹양박하에는 달콤한 향기가 나며, 양박하 쪽이 향미가 약간 자극적이다. 잎을 주무르거나 갈아 으깨서 박하소스·박하젤리에 사용하는데, 특히 양고기요리 등에는 빼놓을 수 없다. 사탕·소스·디저트와 초콜릿에도 첨가해서 산뜻한 맛을 즐긴다. 특히 양박하는 리큐어에 잘 맞아 칵테일로 많이 사용된다. 아랍의 여러 나라에서는 일상적인 음료로서 박하차를 마신다. 한방에서는 박하잎을 말려, 발한·해열·진통·건위·해독제나 초기 감기, 두통, 인후통, 피부병 등의 광범한 치료에 쓴다. 잎에는 정유 1.5%, 타닌 약 10% 정도가 포함되어 있다. 또, 유럽에서는 양박하의 잎을 이담·구풍·진통·진정제로서 위경련·위산과다증·소화불량·설사 등의 치료에 사용한다. 치과에서 흔히 사용하는 구중수(口中水)는 박하기름을 물에 탄 것으로, 그 방향(芳香)으로 입속의 악취를 제거할 뿐 아니라, 멘톨이 지니는 국소마비·살균·방부작용을 이용한 것이다.

## 재배
페퍼민트는 온난한 곳에서 왕성한 생육을 보이며 천근성이므로 한발에 의한 생육장애가 크다. 번식은 주로 분근법·묘식법·분묘법·압조법·꺾꽂이 등의 영양번식에 의한다. 한국 남부지방에서의 정식(定植)은 가을에는 11월 하순, 봄에는 3월 하순-5월 상순이 적기이다. 1년에 3회 수확하는데 남부지방에서는 6월 상순과 8월 상순, 10월 중순경에 수확한다. 한국 재래종으로는 덕산재래종·울릉재래종·송정재래종·조치원재래종 등이 있다. 현재의 주요품종으로는 적경종(赤莖種)·청경종(靑莖種)·삼미종(三美種) 등이 있고, 한국에서 하쿠비종으로부터 분리한 수계1호가 있다. 수확된 페퍼민트는 음건하여 증류장치에 의하여 정유를 추출한다.

## 같이 보기
- 박하
- 페니로얄민트
- 오렌지민트
- 스피어민트